# Amynodontidae

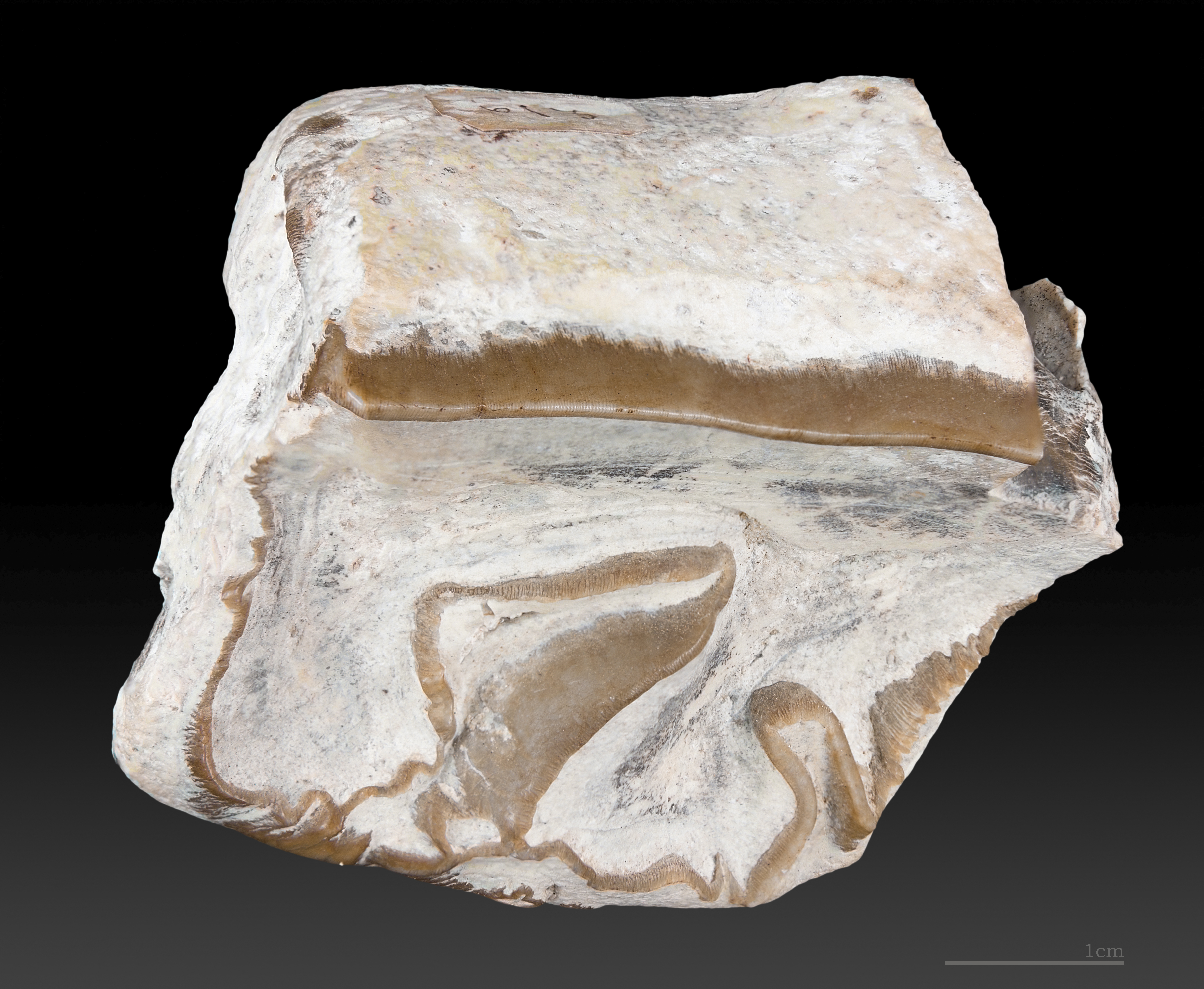
Cadurcotherium nouleti - MHNT

A tribo Amynodontini ("dente ameaçadora") possui dois Gêneros: Amynodon e Metamynodon.São uma espécie de falso hipopótamo. Essa tribo deu origem a família hyracodontidae. Viveram na América do Norte,Europa e na Ásia. Este grupo extinguiu-se no Mioceno.
O mais famoso é Metamynodon.

## Taxonomia
†Amynodontidae
- Subfamília Amynodontinae
  - Tribo Cadurcodontini
    - Gênero Cadurcodon[8]
    - Gênero Lushiamynodon[8]
    - Gênero Sharamynodon[8]

  - Tribo Metamynodontini
    - Gênero Gigantamynodon[8]
    - Gênero Metamynodon
    - Gênero Paramynodon[8]
    - Gênero Zaisanamynodon[8]

  - Tribo incertae sedis
    - Gênero Amynodon[8]
- Subfamília incertae sedis
  - Gênero Amynodontopsis[8]
  - Gênero Armania[9]
  - Gênero Cadurcotherium[8]
  - Gênero Caenolophus[10]
  - Gênero Hypsamynodon[8]
  - Gênero Megalamynodon[8]
  - Gênero Penetrigonias[11]
  - Gênero Procadurcodon[8]
  - Gênero Rostriamynodon[12]
  - Gênero Teilhardia[12]